# George Huntington
George Huntington (East Hampton (Nova York), 9 d'abril de 1850 - Nova York, 3 de març de 1916) fou un metge americà. Va néixer a Long Island (EUA), un poble d'East Hampton. El seu pare i el seu avi van ser metges també.
La malaltia de Huntington porta el seu nom perquè fou el primer que la va descriure, un any després de graduar-se com a metge a la Universitat de Colombia a Nova York. L'escrit on descrivia la malaltia fou publicat més endavant pel diari medicoquirúrgic de Filadèlfia, el 13 d'abril de 1872.
George Huntington no s'ha de confondre amb George Sumner Huntington (1861-1927), l'anatomista. Internet està ple d'informació que confon els treballs d'aquests dos homes.